# Dwayne Whitfield
Pour les articles homonymes, voir Whitfield.
Dwayne Whitfield, né le 21 août 1972, à Aberdeen, au Mississippi est un ancien joueur américain de basket-ball. Il évolue au poste d'ailier. 